# Blues for Greeny
Blues For Greeny är ett studioalbum som är en hyllning till Peter Green av den brittiske (nordirländske) blues- och rockartisten Gary Moore, utgivet 1995. Albumet har en tydlig blueskaraktär istället för hårdrock och irländsk folkmusik som på hans tidigare album.

## Låtlista
1. If You Be My Baby - 6:38 (Peter Greenbaum / Clifford G. Adams)
2. Long Grey Mare - 2:04 (Peter Greenbaum)
3. Merry Go Round - 4:14 (Peter Greenbaum)
4. I Loved Another Woman - 3:05 (Peter Greenbaum)
5. Need Your Love So Bad - 7:54 (Little Willie John - Mertis John Jr.)
6. The Same Way - 2:35 (Peter Greenbaum)
7. The Supernatural - 3:00 (Peter Greenbaum)
8. Driftin - 8:29 (Peter Greenbaum)
9. Showbiz Blues - 4:08 (Peter Greenbaum)
10. Love That Burns - 6:28 (Peter Greenbaum / Clifford G. Adams)
11. Looking For Somebody - 7:12 (Peter Greenbaum)
Bonusspår på 2003 års digitally remastered edition
Dessa bonusspår var tidigare utgivna som CD-singelspår på Need Your Love So Bad CD-Singel VSCDG 1456.
12. World Keep On Turning - 3:13 (Peter Greenbaum) - Acoustic Version
13. The Same Way - 2:17 (Peter Greenbaum) - Acoustic Version
14. Stop Messin Around - 3:02 (Peter Greenbaum) - Acoustic Version